# Зубаирово
Зубаи́рово (тат. Зөбәер) — село в Актанышском районе Республики Татарстан, в составе Тюковского сельского поселения.

## Этимология
Топоним произошёл от антропонима татарского происхождения «Зөбәер».

## География
Село находится на реке Базяна, в 41 км к юго-западу от районного центра — села Актаныш.

## История
В «Списке населенных мест по сведениям 1870 года», изданном в 1877 году, населённый пункт упомянут как деревня Зюбеярова (Зибаирова) 1-го стана Мензелинского уезда Уфимской губернии. Располагалась при ключе Базане, по левую сторону почтового тракта из Мензелинска в Бирск, в 36 верстах от уездного города Мензелинска и в 7 верстах от становой квартиры в деревне Поисева. В деревне, в 170 дворах жили 687 человек (340 мужчин и 347 женщин, тептяри), были мечеть, училище, ветряная мельница. Жители занимались земледелием, скотоводством.

## Население
| 1795 | 1834 | 1859 | 1870 | 1884 | 1897 | 1913 | 1920 | 1926 | 1938 | 1949 | 1958 | 1970 | 1979 | 1989 | 2002 | 2010 | 2015 |
| ---- | ---- | ---- | ---- | ---- | ---- | ---- | ---- | ---- | ---- | ---- | ---- | ---- | ---- | ---- | ---- | ---- | ---- |
| 214  | 378  | 623  | 687  | 1009 | 1077 | 1370 | 1260 | 855  | 733  | 548  | 540  | 708  | 522  | 317  | 288  | 315  | 292  |

Национальный состав села — татары.